# Redlands, Colorado
Redlands är en ort (CDP) i Mesa County, i delstaten Colorado, USA. Enligt United States Census Bureau har orten en folkmängd på 8 685 invånare (2010) och en landarea på 34,7 km².